# Rio Manduvirá
O rio Manduvirá é um curso de água do Paraguai, afluente do rio Paraguai cujas águas são formadas pela união de grandes canais como o rio Yhaguy, o Tobatiry e o Arroio Hondo. Em parte serve como limite natural dos departamentos de São Pedro e Cordilheira, e está rodeado por trilhas e planícies densas.
Nasce na Cordillera de los Altos e a sua corrente move de  leste a oeste. Durante muitos anos, foi a alternativa para alcançar aldeias até então inacessíveis, como a cidade de Arroyos y Esteros. Para o porto desta cidade vieram pequenas embarcações dedicas ao comércio de frutas do país e ao transporte de passageiros. O Manduvirá flui para o rio Paraguai a cerca de 50 km ao norte de Assunção. Anteriormente era um destino para passageiros e pedestres que acompanhavam também o transporte de frutas, tabaco e água ardente para o mercado da cidade.
Por esse canal, na etapa final da Guerra do Paraguai, entraram 12 navios paraguaios quando estavam a fugir da esquadra brasileira que os perseguia. Finalmente eles entraram em um afluente do Manduvirá, encalharam e foram afundados pelos paraguaios na região de Vapor Cué, local que um século mais tarde viria a constituir um parque e museu que atualmente apresentam algumas relíquias daquele conflito. Segundo o conto popular, nas margens do rio Manduvirá, no Porto de Tobati Tuyá, foram encontradas duas imagens da Virgem Maria. Atualmente, uma delas está em Caacupé e outra na cidade de Tobatí.